# Departamento Picún Leufú
Das Departamento Picún Leufú liegt im Osten der Provinz Neuquén im Süden Argentiniens und ist eine von 16 Verwaltungseinheiten der Provinz. 
Es grenzt im Nordosten an das Departamento Confluencia, im Osten an die Provinz Río Negro, im Südwesten an das Departamento Collón Curá, im Westen an das Departamento Catán Lil und im Nordwesten an das Departamento Zapala. 
Die Hauptstadt des Departamento Picún Leufú ist das gleichnamige Picún Leufú.

## Bevölkerung

### Übersicht
Das Ergebnis der Volkszählung 2022 ist noch nicht bekannt. Bei der Volkszählung 2010 war das Geschlechterverhältnis mit 2.397 männlichen und 2.181 weiblichen Einwohnern eher unausgeglichen mit einem deutlichen Männerüberhang.
Nach Altersgruppen verteilte sich die Einwohnerschaft auf 1.317 Personen (28,8 %) im Alter von 0 bis 14 Jahren, 2.880 Personen (62,9 %) im Alter von 15 bis 64 Jahren und 381 Personen (8,3 %) von 65 Jahren und mehr.

### Bevölkerungsentwicklung
Das Gebiet ist sehr dünn besiedelt. Die Bevölkerungszahl hat seit 1970 stark zugenommen. Die Schätzungen des INDEC gehen von einer Bevölkerungszahl von 5.375 Einwohnern per 1. Juli 2022 aus.
| Jahr | 1947  | 1960  | 1970  | 1980  | 1991  | 2001  | 2010  | 2022    |
| Einwohner                                                                                                | 1.684 | 1.794 | 1.572 | 2.079 | 3.333 | 4.272 | 4.578 | k. Ang. |
| Bevölkerungsentwicklung des Departements seit 1947; Quelle: Ergebnisse der Volkszählungen in Argentinien |       |       |       |       |       |       |       |         |

## Städte und Gemeinden
Das Departamento Picún Leufú gliedert sich in die Gemeinde zweiter Kategorie Picún Leufú, die Comisiones de Fomento El Sauce und Paso Aguerre und die Kleinsiedlungen (parajes) Aguada del Carrizo und Limay Centro.